# Hambers
Hambers är en kommun i departementet Mayenne i regionen Pays de la Loire i nordvästra Frankrike. Kommunen ligger i kantonen Bais som tillhör arrondissementet Mayenne. År 2022 hade Hambers 625 invånare.

## Befolkningsutveckling
Antalet invånare i kommunen Hambers
| Referens: INSEE |